# Norwegian Air Argentina
Norwegian Air Argentina est une compagnie aérienne Argentine filiale de Norwegian. Créée en janvier 2017, elle exploite des Boeing 737-800 avec des bases à Buenos Aires et Córdoba. Tous les aéronefs sont immatriculés en Argentine.

## Flotte
En janvier 2019, la compagnie dispose d'une flotte de 4 appareils se composant de : 

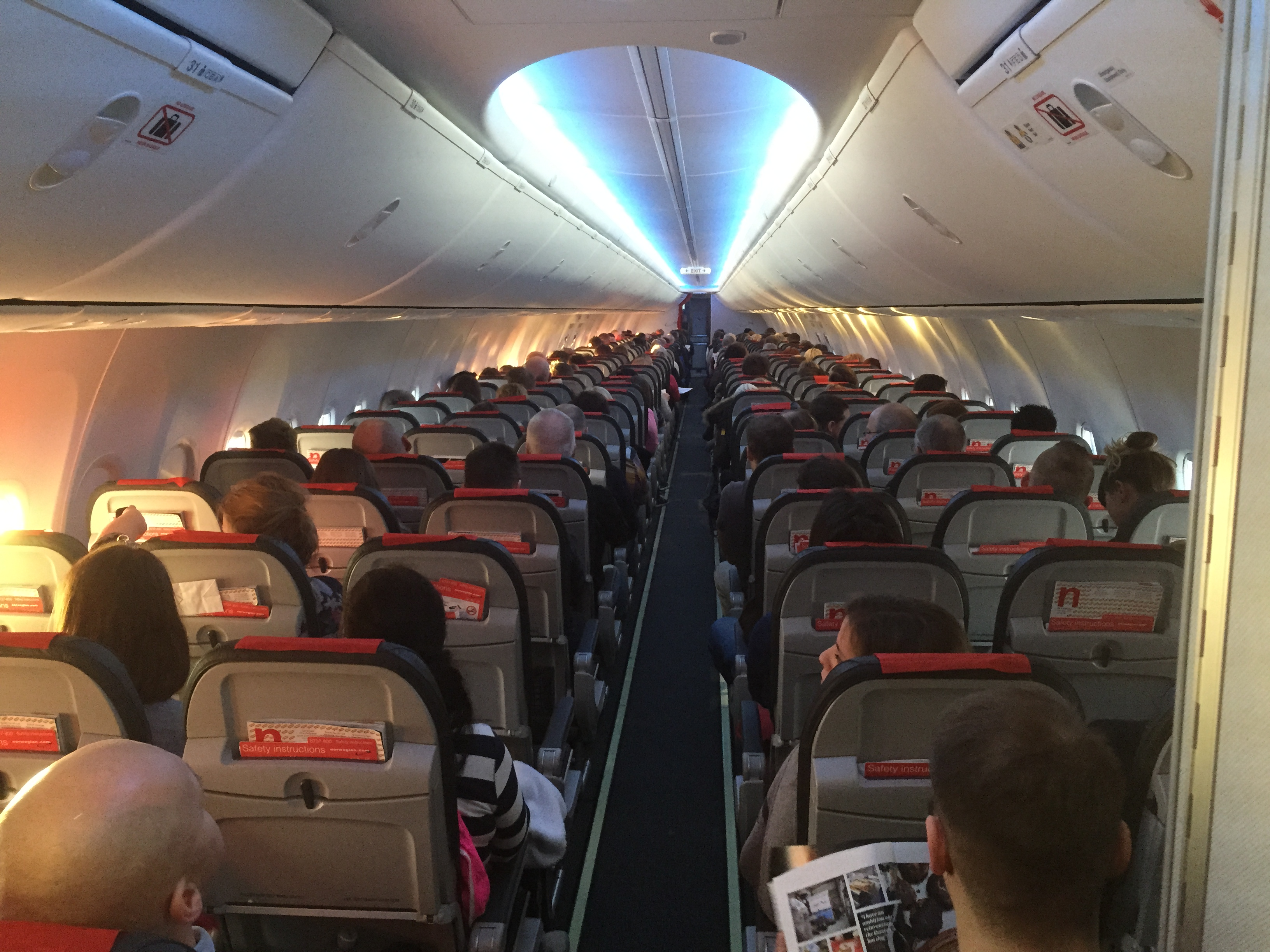
Norwegian Boeing 737-800 cabin Sky Interior

| Type d'appareil | En exploitation | Commandes | Nombre de sièges |
| --------------- | --------------- | --------- | ---------------- |
| Boeing 737-800  | 4               | 6         | 189              |
| Total           | 4               | 6         |                  |